# Dirphya
Dirphya är ett släkte av skalbaggar. Dirphya ingår i familjen långhorningar.

## Dottertaxa tillDirphya, i alfabetisk ordning[1]
- Dirphya acutipennis
- Dirphya adorata
- Dirphya angustifrons
- Dirphya argenteovittata
- Dirphya argyrostigma
- Dirphya atriceps
- Dirphya atricornis
- Dirphya aurigutticollis
- Dirphya basilewskyi
- Dirphya bicoloricornis
- Dirphya bifasciata
- Dirphya bimaculata
- Dirphya buttneri
- Dirphya calabarica
- Dirphya chrysostigma
- Dirphya delecta
- Dirphya dimidiaticornis
- Dirphya flavipennis
- Dirphya flavotibialis
- Dirphya fulva
- Dirphya fuscofasciata
- Dirphya fuscosternalis
- Dirphya gigantea
- Dirphya gracilior
- Dirphya guineensis
- Dirphya hintzi
- Dirphya holoflava
- Dirphya imitans
- Dirphya juvenca
- Dirphya kafakumbae
- Dirphya leucostigma
- Dirphya lualabae
- Dirphya lucasii
- Dirphya mabokensis
- Dirphya major
- Dirphya microphthalma
- Dirphya minor
- Dirphya murphyi
- Dirphya nigriceps
- Dirphya nigricollis
- Dirphya nigrofasciata
- Dirphya obereoides
- Dirphya occidentalis
- Dirphya parahintzi
- Dirphya pascoei
- Dirphya patricia
- Dirphya plagiata
- Dirphya pseudolucasi
- Dirphya pseudonigriceps
- Dirphya pseudoschultzei
- Dirphya rufoantennalis
- Dirphya rufomedioantennalis
- Dirphya sanguinicollis
- Dirphya schoutedeni
- Dirphya schubotzi
- Dirphya senegalensis
- Dirphya sessensis
- Dirphya similis
- Dirphya simpsoni
- Dirphya singularis
- Dirphya subjuvenca
- Dirphya tanganjyicae
- Dirphya tibialis
- Dirphya togoensis
- Dirphya uniformis